# Vladimer Khinchegashvili
Vladimer Khinchegashvili (n. 18 aprilie 1991, Gori, Kartli Interior⁠(d), Georgia) este un luptător ce a reprezentat Georgia, medaliat olimpic. A participat la 2 ediții ale Jocurilor Olimpice (2012, 2016) în care a câștigat o medalie de argint.